# Пакові
Пакові (Cuniculidae) — родина ссавців ряду гризуни, що складається з двох видів представлених одним родом. Ці гризуни живуть у тропічних лісах від Центральної Мексики до південної Бразилії.

## Морфологія
Вага: 6,3–12 кг; довжина голови й тіла: 600—795 мм, хвіст: 20–30 мм. Забарвлення верхньої частини тіла від коричнюватого до чорного і зазвичай мають чотири ряди білих плям з кожного боку. Нижня частина тіла біла чи жовтувата. Мають незграбний вигляд, з короткими ногами й тупою мордочкою. Разом з тим тіло кремезне, вуха середнього розміру. На передніх лапах 4 функціональних пальці, на задніх — 5. Самиці мають чотири пари черевних молочних залоз. Зубна формула: I 1/1, C 0/0, P 1/1, M 3/3 = 20. Унікальним для цих тварин є значно збільшена вилична кістка.

## Поширення та поведінка
Ці наземні гризуни живуть у тропічних лісах вздовж струмків та річок, де вони риють нори в берегах. Раціон складається з різних рослинних матеріалів, в тому числі впалих плодів. Ведуть нічний спосіб життя і не особливо швидкі на суші, але добре плавають і часто щоб уникнути ворогів біжать у воду. Інтенсивне полювання за їх дуже цінне м'ясо, разом з тим, що паки рідко народжують більше одного малюка за раз, призвело до різкого скорочення їх популяцій в багатьох областях.

## Систематика
- Родина Cuniculidae
  - Рід Cuniculus (Пака)
    - Вид Cuniculus paca (Пака низинна)
    - Вид Cuniculus taczanowskii (Пака гірська)